# Strobilanthes dalhousieanus
Strobilanthes dalhousieanus là một loài thực vật có hoa trong họ Ô rô. Loài này được (Nees) C.B. Clarke miêu tả khoa học đầu tiên năm 1884.